# Heinrich Bopp
Heinrich Bopp (* 11. März 1835 in Darmstadt; † 7. August 1876 ebenda) war ein deutscher Bankier.
Bopp, der evangelischer Konfession war, war der Sohn des Juristen, Schriftstellers, und Politikers Johann Philipp Bopp (1790–1862) und dessen Ehefrau Julie (Lili) geborene Volhard (1799–1838). Sein älterer Bruder war der Chemiker und Revolutionär Friedrich Bopp. Heinrich Bopp heiratete am 17. Juni 1870 in Darmstadt Marie geborene Weber (* 29. Januar 1850 in Moskau), die  Tochter des Großkaufmanns Franz Hyacinth Weber und dessen erster Ehefrau Marie Dreyer. Der Ehe entstammten vier Kinder:
- Alexander (1871–1914), gefallen, Rechtsanwalt in Darmstadt
- Heinrich (* 1873), Kaufmann in Moskau, Hamburg, Darmstadt
- Adele (1874–1929) verheiratet mit dem Großherzoglich Hessischem Forstmeister Alwin Schenck
- Friedrich Wilhelm Ferdinand, Chemiker, Politiker, 48er

Bopp studierte bis 1858 Rechtswissenschaften an der Universität Gießen. 1860 trat er in die Darmstädter Bank ein und wurde dort 1867 stellvertretender Direktor und 1870 Direktor. Von 1870 bis 1871 war er Vorsitzender der Handelskammer Darmstadt.
Bopp ließ 1870 an der Neuen Chaussee von Darmstadt nach Ober-Ramstadt ein Sommerhaus erbauen, das er seiner Frau als Datscha zur Hochzeit schenkte. Aus diesem Haus und seinen Nachbarn entstand der Ort Trautheim.